# Gele halvemaanzweefvlieg
De gele halvemaanzweefvlieg (Scaeva selenitica) is een vliegensoort uit de familie van de zweefvliegen (Syrphidae). De wetenschappelijke naam van de soort werd in 1822 als Syrphus seleniticus gepubliceerd door Johann Wilhelm Meigen.
De gele halvemaanzweefvlieg is algemeen in Nederland en België. Hij leeft in bossen op zandgronden maar migrerende exemplaren worden soms waargenomen in open terreinen, grasland en wegbermen.